# 北村真一
北村 真一（1985年6月1日～）は日本の弁護士、作家。

## 略歴
大阪府茨木市に生まれる。茨木市立中条小学校卒業。茨木市立養精中学校卒業。
大阪府立茨木高等学校卒業。関西学院大学法学部法律学科卒業（法学士）。京都大学大学院法学研究科法曹養成専攻修了（法務博士）。
2010年　司法試験合格　最高裁判所司法研修所入所。2011年　大阪弁護士会登録　横井盛也法律事務所勤務。2014年　まこと法律事務所開業。
2018年  弁護士法人まこと設立。

## エピソード
- 幼少期に父を亡くし、母子家庭で育てられた。
- 中学・高校時代は卓球部に所属し、中学時代は茨木市民卓球大会中学生の部で優勝、高校時代は国体予選で大阪選抜チームに選抜されるなど活躍した。
- 大学時代は、関西学院大学政治学研究部の部長を務める。３回生、４回生時に、旧司法試験短答式試験を突破。
- 学生時代から圧倒的な読書量が有名で、法律学だけでなく経営学の専門家として、伊勢神宮の根本原理である「常若」思想をビジネス視点で読み解いた「常若マネジメント」（みらいパブリッシング）を出版している。
- 自身の運営する株式会社macoto.creativeの展開する「おひとりさまのための終活事業：ｆｉｎａｌｅ」が大阪府トップランナー育成事業に認定されるなど、弁護士周辺領域の事業に精通している。
- 2023年　一般社団法人茨木青年会議所の理事長として、会員を倍増させ、日本一の証であるゴールデンゴングを獲得。ローカルNPOの会員拡大のノウハウをまとめた「仲間を増やすローカルNPO経営」を公開。
- 2025年　公益社団法人日本青年会議所（日本ＪＣ）規則審査会議議長に就任。茨木から日本ＪＣの議長就任は初。
- 茨木市観光協会副会長、茨木市文化振興財団評議員、茨木辨天花火大会副実行委員長などを歴任。
- 趣味は将棋でアマ四段の腕前。

## 著作
- 常若マネジメント(みらいパブリッシング）[2]
- 本当は怖い終活(みらいパブリッシング）[3]
- 仲間を増やすローカルＮＰＯ経営（Independently published）

## 主なメディア出演
びわ湖バイタル研究所（KBS）　コメンテイター出演
羽川英樹ハッスル！「わかりやす～い法律相談の話」（ラジオ関西）レギュラー出演